# Комодо проти кобри
«Комодо проти кобри» (англ. Komodo vs. Cobra) — американський фільм жахів 2005 року.

## Сюжет
Секретний експеримент, що проводиться на загубленому посеред океану острові, вийшов з-під контролю. На волю вирвалися гігантські монстри, що пожирають все, що зустрінеться на їхньому шляху. Люди, що залишилися в живих, повинні встигнути дістатися рятівного вертольота, перш ніж військові літаки розбомблять цей небезпечний острів.

## У ролях
- Майкл Паре — Майк А. Стоддард
- Мішель Борт — доктор Сьюзен Річардсон
- Райан МакТавіш — Джеррі Райан
- Рені Талберт — Керрі
- Джеррі Мантей  — Сандра
- Тед Монте — Тед
- Глорі-Енн Гілберт — Дарла
- Рене Рівера — Дірк
- Джей Річардсон — доктор Річардсон
- Рід МакКері — Бредлі
- Рорк Крітчлоу — майор Гарбер
- Пол Логан — майор Френк
- Деміен Т. Рейвен — Вікс
- Кріс Невілл — Лернер
- Дельпано Вілліс — Марсден
- Пол Грін — Монро
- Джордон Крейн — доктор Родос
- Ден Голден — доктор Майклс
- Джим Вайнорскі — вчений, в титрах не вказаний